# Lionel Hugh Knightley Finch
Lionel Hugh Knightley Finch, britanski general, * 1888, † 1982.